# Eviota bipunctata
Eviota bipunctata, tên thông thường là variable dwarfgoby, là một loài cá biển thuộc chi Eviota trong họ Cá bống trắng. Loài này được mô tả lần đầu tiên vào năm 2016.

## Từ nguyên
Từ bipunctata trong danh pháp của E. bipunctata được ghép từ 2 âm tiết trong tiếng Hy Lạp: bi ("hai") và punctum ("chấm, đốm"), ám chỉ hai đốm đen nổi bật ở gốc vây ngực.

## Phạm vi phân bố và môi trường sống
E. bipunctata được tìm thấy ở đảo san hô Aldabra và Seychelles ở Ấn Độ Dương; phía tây Thái Bình Dương, E. bipunctata tiếp tục được ghi nhận ở ngoài khơi đảo Pohnpei (thuộc quần đảo Caroline), đảo Đài Loan; phía bắc Papua New Guinea; mũi Tây Bắc, bang Tây Úc; cũng như ở một vài địa điểm thuộc Indonesia và Philippines. E. bipunctata được quan sát ở độ sâu khoảng 8 m trở lại.

## Mô tả
Chiều dài cơ thể tối đa được ghi nhận ở E. bipunctata là gần 1,7 cm.
Số gai ở vây lưng: 7; Số tia vây ở vây lưng: 7 - 9; Số gai ở vây hậu môn: 1; Số tia vây ở vây hậu môn: 7 - 9; Số tia vây ở vây ngực: 13 - 17.